# Hôpital des Hospitalières de la Charité Notre-Dame
L'hôpital des Hospitalières de la Charité Notre-Dame est une ancienne institution religieuse d'hospitalité situé à Paris dans l'actuel 3e arrondissement. Il est aussi appelé hôpital de la place Royale. 

## Situation
L'hôpital était bordé au nord par la rue des Minimes et à l'est par la rue des Tournelles. Il était également accessible à l'ouest par le cul-de-sac des Hospitalières (depuis 1954 : rue Roger-Verlomme).

## Historique
En 1623, Françoise de la Croix souhaite fonder un hôpital pour accueillir les femmes malades. Madame Dorsay s'associe à ce projet et loue une vaste maison au nord de la place Royale (actuelle place des Vosges). M. Faure, maître d'hôtel ordinaire du roi, supporte financièrement le projet et installe douze lits. Louis XIII autorise l'établissement de ces religieuses par lettres patentes rédigées en janvier 1625 et enregistrées par le parlement de Paris le 15 mai 1627.
Madame de Maintenon y prend retraite avant de paraître à la cour de Louis XIV.
En 1775, il est dénombré 23 lits dans cet hôpital.
En 1792, le couvent et l'hôpital associé sont supprimés. Les bâtiments conservés servent successivement :
- de filature de coton pour les indigents de 1793 à 1866 ;
- de magasin central des hôpitaux de 1866 à 1867 ;
- de siège de la direction municipale des nourrices de 1867 à 1876[4].

En 1880, est ouvert l'hôpital des Tournelles, renommé en 1885 l'hôpital Andral. Désaffecté en 1906, l'hôpital est détruit en 1907. La rue Étienne-Marcel-prolongée (actuelle rue Roger-Verlomme) est tracée à son emplacement.